# Petruskerk (Berlin-Mitte)
De Petruskerk (Duits: Petrikirche)  was tot aan de vernietiging in de Tweede Wereldoorlog een kerkgebouw in Cölln, de aan de andere kant van de Spree gelegen zusterstad van Berlijn, een van de vroegst bebouwde gebieden van de stad Berlijn. De eerste kerk werd omstreeks 1230 gebouwd op de plek van de huidige Petriplatz. Het godshuis werd in de loop van de tijd meermalen verbouwd dan wel opnieuw opgebouwd. Na de verwoesting in de laatste dagen van de oorlog werd het toen bestaande neogotische gebouw ten slotte in 1964 afgebroken.

## Geschiedenis
De Petruskerk was oorspronkelijk de stadsparochiekerk van Cölln, dat destijds aan de andere kant van de Spree een zusterstad van Berlijn was. De kerk behoorde tot de eerste vijf kerken van het huidige Berlijn. In een document uit 1237, waarin een geschil tussen de markgraaf en de bisschop van Brandenburg wordt bijgelegd, trad een pastoor Symeon van Cölln op als getuige. Hieruit kan worden opgemaakt dat de Petruskerk toen reeds moet hebben bestaan. De Petruskerk zelf werd voor het eerst in 1285 vermeld. Opgravingen die werden verricht voordat op de plaats van de in de jaren 1960 afgebroken kerk een parkeergelegenheid werd aangelegd, wezen uit dat de kerk uit dezelfde periode stamt als de in ± 1230 gebouwde Nicolaaskerk in Berlijn. Aan de vroegst bekende hooggotische kerk van 1379 ging eerder een laatromaans gebouw uit de eerste decennia van de 13e eeuw en een vroeggotische bouw uit circa 1285 vooraf. De drieschepige hallenkerk van baksteen met vijf traveeën werd vanaf 1717 grootschalig verbouwd. Bovendien kreeg de kerk een nieuwe, 108 meter hoge toren, nadat de oude toren wegens de instabiele grond eerder in de 17e eeuw moest worden gesloopt. Een blikseminslag richtte echter voor de voltooiing van de toren grote schade aan, zodat de kerk praktisch geheel opnieuw moest worden gebouwd. De pruisische koning Frederik Willem I verklaarde zich bereid de kosten op zich te nemen, maar de druk die hij vervolgens uitoefende om de bouw zo snel mogelijk te laten vorderen, leidde tot constructiefouten met als gevolg dat de toren tijdens de bouw op 28 augustus 1734 instortte en daarna onvoltooid bleef. Na een nachtelijke brand op 20 september 1809 werden de kerk en enkele omliggende gebouwen zwaar beschadigd.

## De neogotische kerk
Tot in het jaar 1846 bleef de ruïne staan, omdat men het niet eens kon worden over een eventuele herbouw van de kerk of dat er op de plaats een park zou moeten worden aangelegd. Ten slotte werd er voor nieuwbouw van de Petruskerk gekozen, waarvoor op 3 augustus 1847 de eerste steen werd gelegd. De bouw werd geleid door Heinrich Stracik, die een neogotisch bouwwerk liet neerzetten, dat met de 111 meter hoge toren lange tijd het hoogste gebouw van Berlijn was. De kerk werd op 16 oktober 1853 in aanwezigheid van koning Frederik Willem IV van Pruisen ingewijd.

## De verwoesting
De verwoesting van de kerk volgde in de laatste dagen van de Tweede Wereldoorlog. De Petruskerk wist alle bombardementen op Berlijn te doorstaan, maar in april 1945 werd de kerk beschoten omdat SS-eenheden zich er verschansten. Na het einde van de oorlog restte slechts een ruïne van de kerk. De anti-religieuze overheid van de Duitse Democratische Republiek toonde verder geen interesse voor de financiering van een restauratie, bovendien was het gebouw een sta-in-de-weg voor de Oost-West-stratenplanning. De kerkenraad zag zich uiteindelijk in 1960 gedwongen om in te stemmen met de afbraak. De laatste resten van het gebouw werden in 1964 geruimd. De kerkelijke gemeente kwam in die periode bijeen in een gebouw in de Neue Grünstraße. Later is de gemeente gefuseerd met de Marienkirche.

## Afbeeldingen

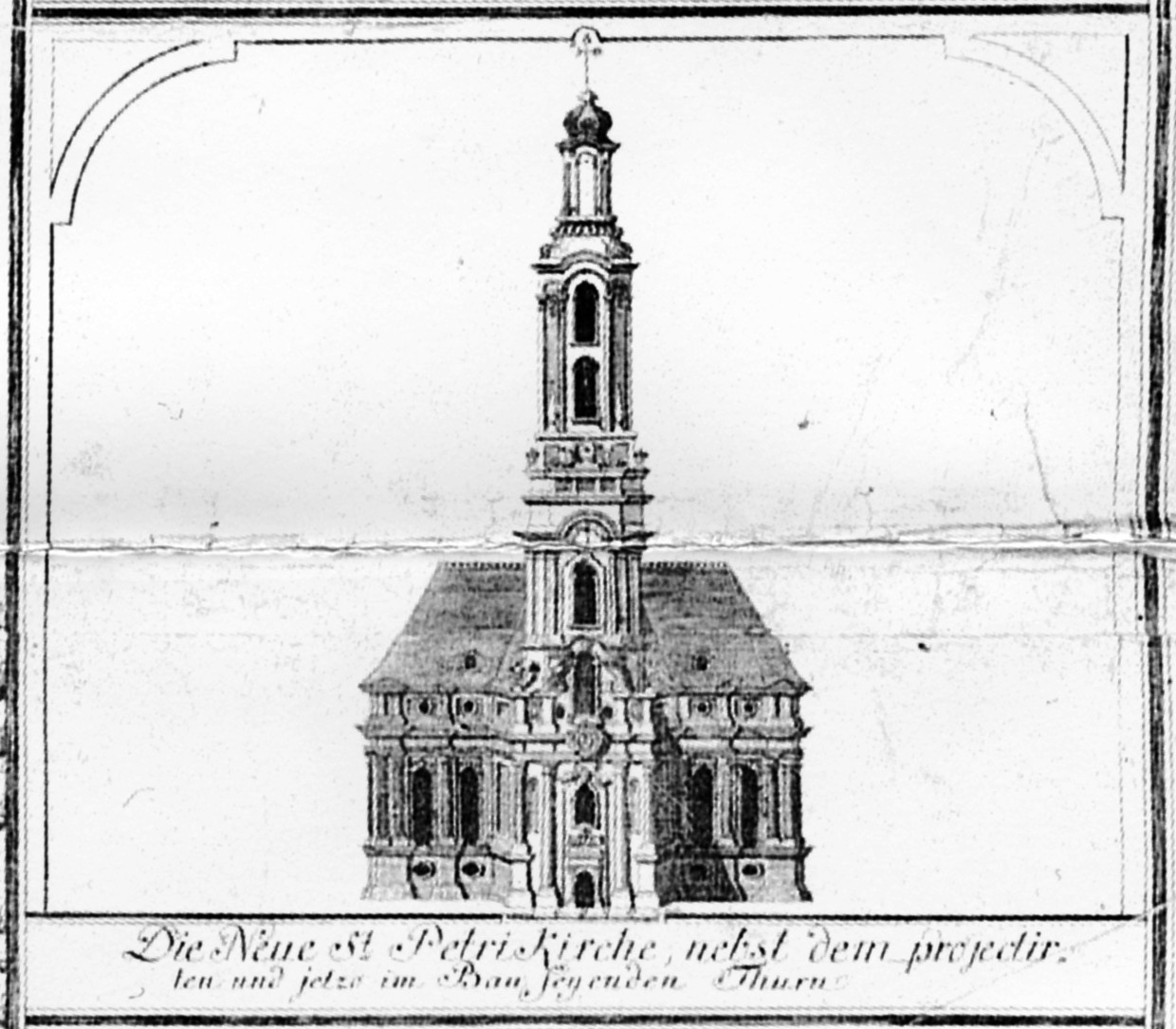
De Petruskerk in 1731
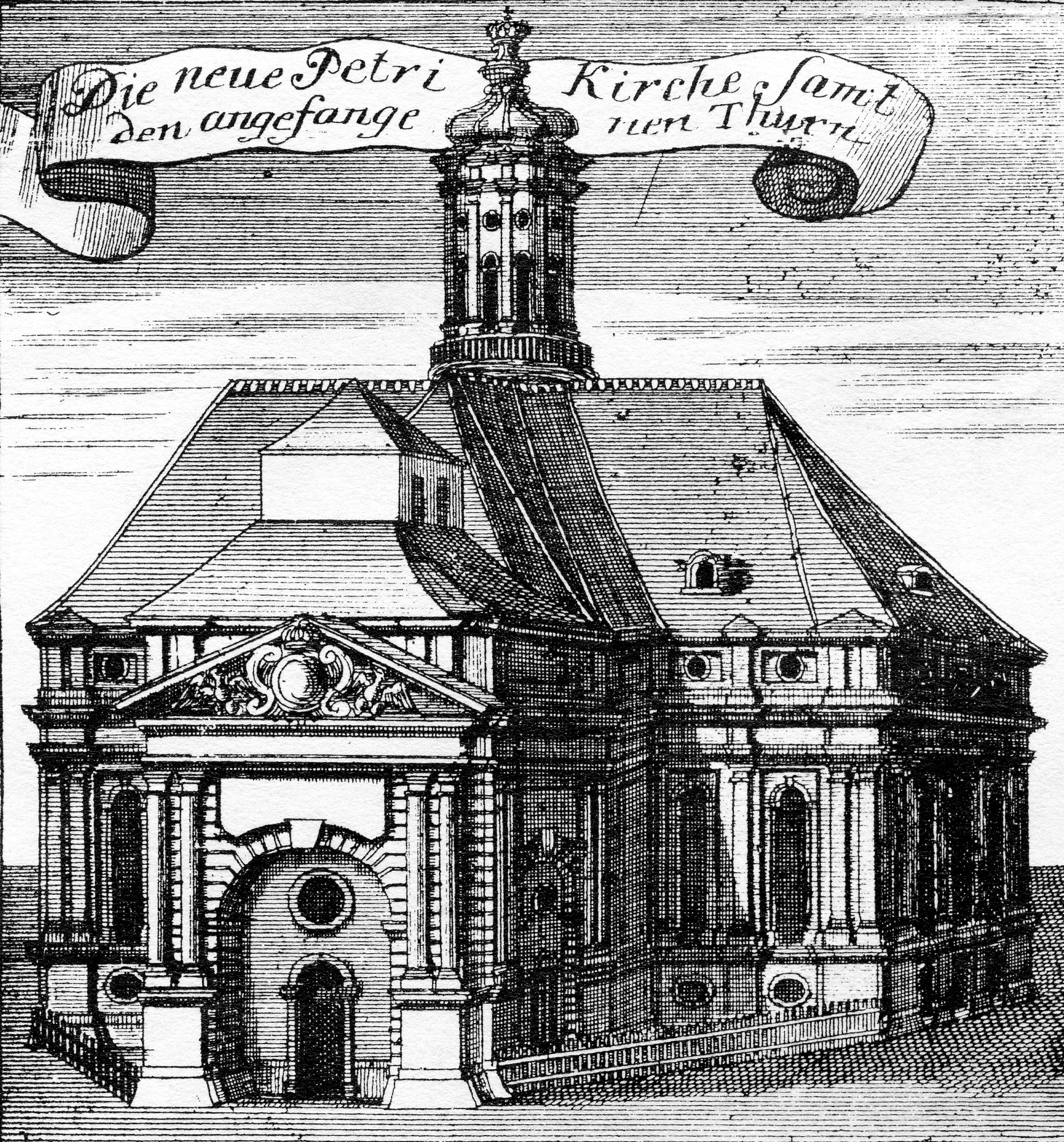
De Petruskerk na de instorting van de toren
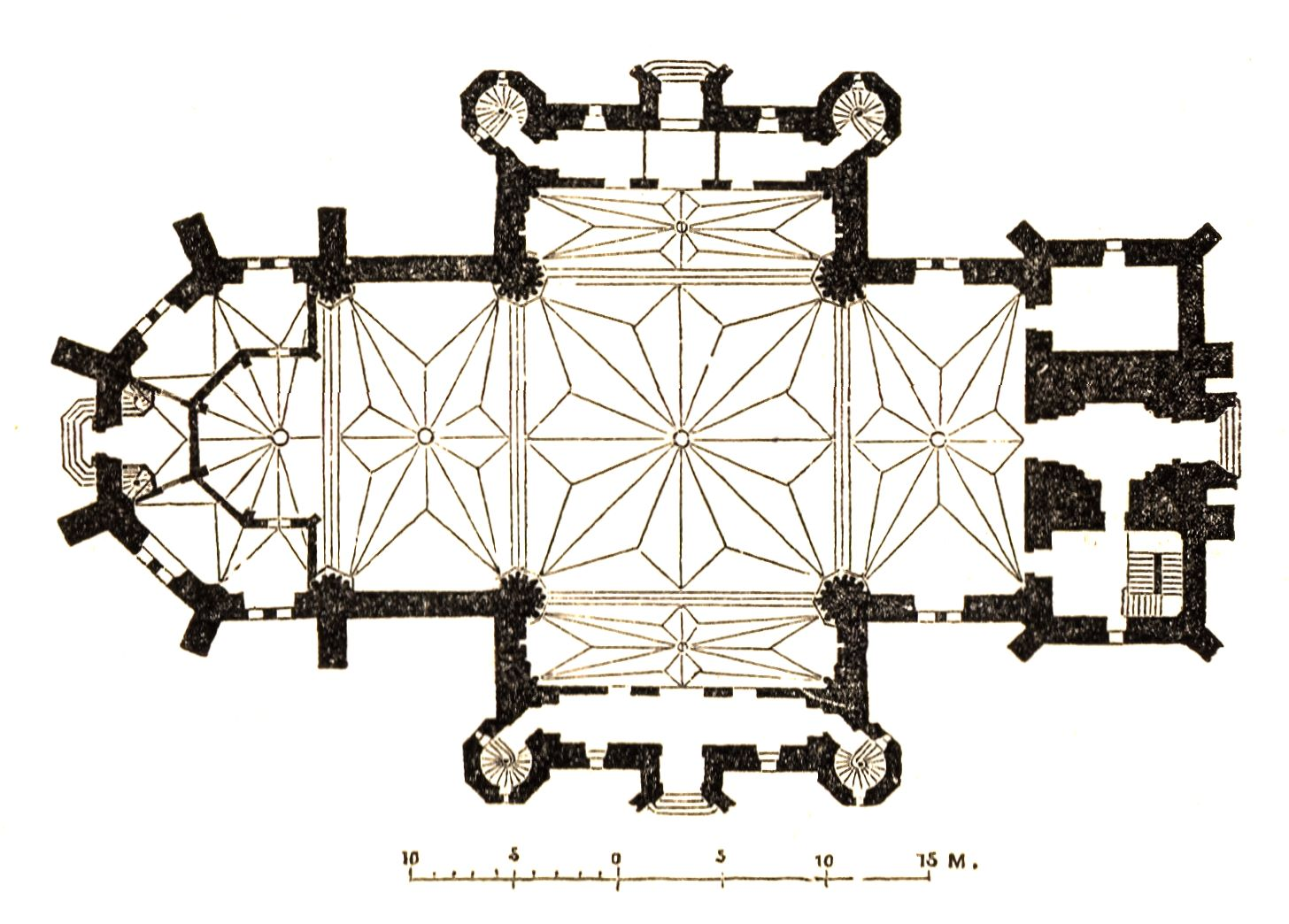
Grondplan van de neogotische Petruskerk
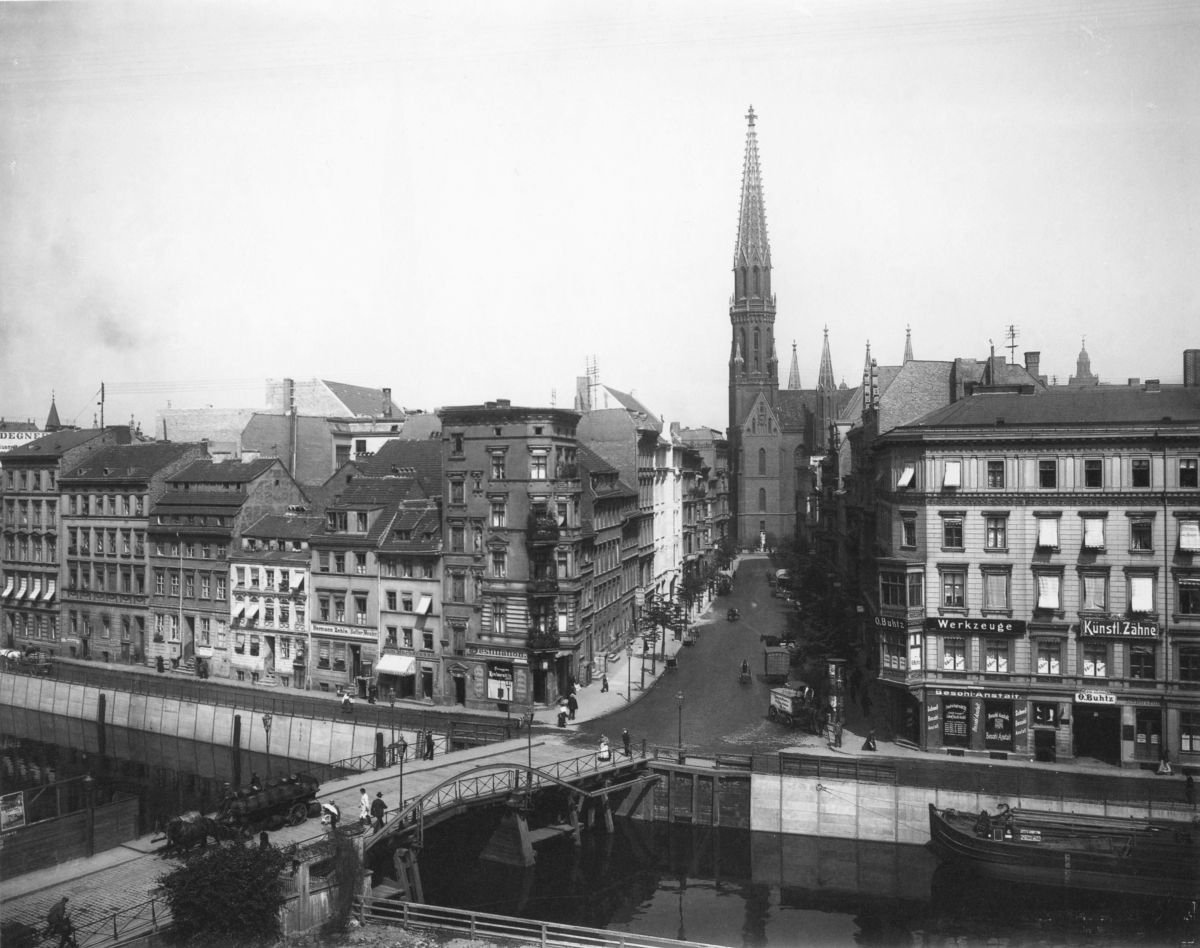
De kerk in 1903
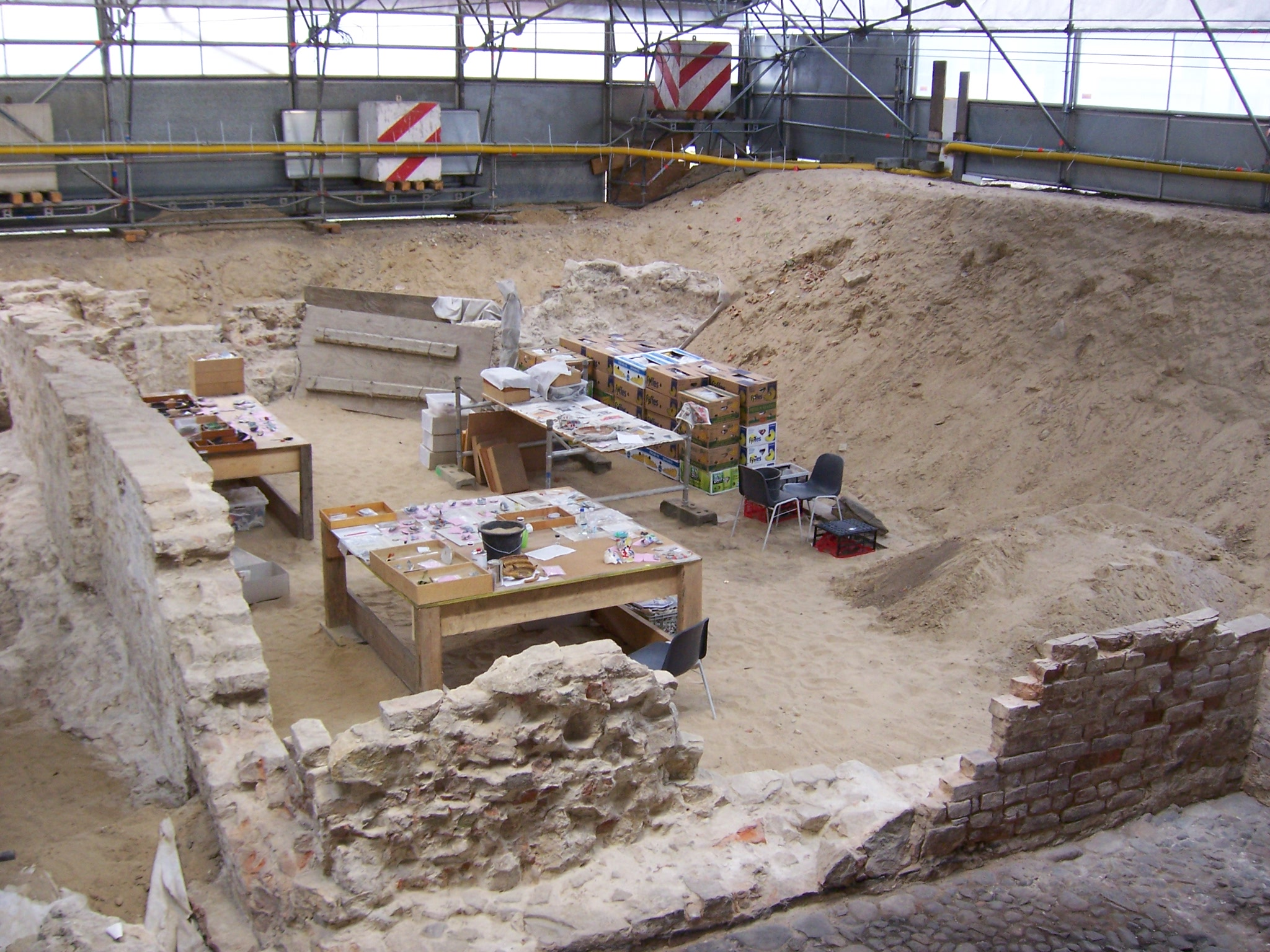
Resten van de kerk tijdens opgravingen in 2009